# Družina Bellelli
Družina Bellelli, znana tudi kot družinski portret, je slika olje na platnu Edgarja Degasa (1834–1917), naslikana med letoma 1858–1867, in je v Musée d'Orsay. Mojstrovina Degasove mladosti je slika portret tete, njenega moža in dveh mladih hčerk.
Med dokončanjem umetniškega usposabljanja v Italiji je Degas risal in slikal svojo teto Lauro, njenega moža barona Gennara Bellellija (1812–1864) ter njihove hčerke Giulijo in Giovanno. Čeprav ni znano, kdaj in kje je Degas naredil sliko verjamejo, da je uporabil študije, narejene v Italiji, da bi dokončal delo po vrnitvi v Pariz. Laura, očetova sestra, je upodobljena v obleki, ki simbolizira žalovanje za očetom, ki ji je pred kratkim umrl in se pojavi v uokvirjenem portretu za njo. Baron je bil italijanski domoljub, izgnan iz Neaplja, ki je živel v Firencah.
Obličje Laure Bellelli je dostojanstveno in strogo, njena gesta je povezana s hčerkami. Njen mož pa je nasprotno videti ločen od svoje družine. Njegovo povezovanje s podjetjem in zunanjim svetom se kaže v njegovem položaju na mizi. Giulia ima bolj živo pozo kot sestra Giovanna, ki se zdi, da zadržano poudarja družinske napetosti.

## Ozadje
Leta 1856 je Degas zapustil svoj dom v Parizu, da bi študiral umetnost in obiskal družinske člane v Italiji, in 17. julija odpotoval v Neapelj. Leta 1857 je potoval med Neapljem, kjer je ostal s svojim dedom, Hilaire Degasom in Rimom. Konec julija 1858 je Laura Bellelli pisala Degasu iz Neaplja in ga povabila, naj ostane z njo v Firencah; tja se je Gennaro Bellelli, ki je bil politični novinar, ki je podpiral boj za neodvisnost Italije, po porazu revolucije leta 1848 zatekel pred avstrijskim preganjanjem. Degas je prispel v Firence do 4. avgusta, kjer je živel s svojim stricem Gennarom in študiral v galeriji Uffizi. Do septembra mu je bilo dolgčas, ni se dobro razumel z Gennarom in ostal samo videti Lauro, Giovanno in Giulijo, ki so 31. avgusta podaljšale svoje bivanje v Neaplju po smrti deda Hilaireja. 
Degas je gotovo opazil, da je bilo takrat v družini Bellelli napeto in da je to potrdil še en stric: »Domače življenje družine v Firencah je vir nesreče za nas. Kot sem napovedal, eden od njih je zelo kriv in naša sestra tudi malo«. Laura se je kasneje zaupala Degasu, da je, ker je živela v izgnanstvu, pogrešala svojo napolitansko družino in še več, da je bil njen mož »izjemno neprijeten in nepošten ... Živeti z Gennarom, katerega neznano naravo, ki jo poznate in ki nima nobene resne zasedbe, me bo kmalu pripeljala do groba«. Laura Bellelli je bila takrat noseča in predlagano je bilo, da je ta okoliščina in kasnejša smrt otroka v zgodnjem otroštvu, morda prispevala k njeni nesreči in domačim napetostim na splošno. Ti konflikti bi zagotovili ozadje in vsebino za sliko

## Proces
Ko so se teta in bratranci vrnili v začetku novembra 1858, je Degas izvedel vrsto del, ki bi sčasoma dosegla vrhunec v Družini Bellelli'. Zdi se, da je prvotno načrtoval. naslikati vertikalno kompozicijo, ki prikazuje teto in njeni dve hčerki v piramidni skupini.  Slikal je svoje sestrične v črnih oblekah in belih predpasnikih, ker je oče pisal pisma iz Pariza, svetoval, kako najbolje nadaljevati s projektom in nestrpno čakal na njegovo vrnitev. Degas je pisal o Giuliji in Giovanni: 
 »Starejša je bila pravzaprav malo lepa. Mlajša je bila po drugi strani pametna in prijazna kot angel. Slikati jih v žalostni obleki in majhnih belih predpasnikih, ki jim zelo dobro ustrezajo… Rad bi izrazil neko naravno milost skupaj s plemstvom, ki ga ne znam opredeliti ....« 
Ob koncu leta je Degas ustavil delo na dvojnem portretu svojih mladih sestričen, da bi začel z večjo sliko; ni jasno ali se je lotil Družine Bellelli ali delal pripravljalne skice.
Pripravljalna dela vključujejo portretne študije in kompozicijske detajle v svinčniku, pastelu in olju. Ena risba kaže Degasovo začetno namero, da Gennaro Bellelli sedi na koncu mize, , na oljni skici ga je postavil za hčerkama; končno ga je Degas naslikal v naslanjaču.
Konec marca 1859 je Degas zapustil Firence in se vrnil v Pariz. Razen sklepa, da je Degas delal na sliki "več let" , ni dokumentacije, ki bi potrdila dejanski čas ali kraj, v katerem je bila slika naslikana; verjeten scenarij je, da je Degas prinesel v Francijo številne skice in študije ter naslikal sliko v studiu, ki je bil v ta namen najet v Parizu. To potrjuje ugotovitev, da je bilo stanovanje Bellellijevih premajhno, da bi lahko gostilo tako veliko delo in ni bilo nobenih objektov v studiu. Marca 1860 se je Degas vrnil v Italijo, delno zaradi opravljanja družinskih poslov, aprila pa je ponovno obiskal Bellellijeve in naredil več risb svojega strica; v določenem trenutku je naredil tudi pastel, ki pa je zaradi nekaterih razlik v podrobnostih in večje razdelitve notranjosti v končni sliki blizu končne kompozicije. 
Obstaja družinski zapis, ki je bil nekoč sprejet, vendar je bil pred kratkim malo verjeten, ki ponuja drugačno različico: neapeljski odvetnik, ki se je poročil z eno od Degasovih pranečakinj je trdil, da je bila slika končana v Italiji in vrnjena v Francijo le štirideset do petdeset let kasneje, vendar je to v nasprotju z dokazi, da je bila slika razstavljena na Pariškem salonu leta 1867.

## Kompozicija in vsebina
Delo mnogih umetnikov ga je navdihnilo: v tem času je Degas v svoji korespondenci omenil tudi Anthonyja van Dycka, Giorgioneja in Botticellija. Drugi prototipi, katerih vplivi so bili citirani, zlasti v smislu kompozicije, vključujejo nizozemsko žanrsko in portretno slikarstvo 17. stoletja, portretne študije Ingresa, Velázquezove Las Meninas, portrete Hansa Holbeina, Družina Karla IV. Francoskega Goye,  Courbetova Večerja v Ornansu in litografija Honoréja Daumierja z naslovom Človek lastnine. Tako kot v Las Meninas se slika, ogledalo in vrata uporabljajo za širjenje prostora notranjosti. Vsak zgodovinski model je bil sintetiziran v kompozicijo, ki je bila »edinstvena v slikarskem opusu in edinstvena med deli njegovih sodobnikov«.  Slika je predstavljala prvi poskus Degasa in njegovo življenjsko okolje »označiti kot prostor v odnosu do osebnosti in interesov posameznikov, ki ga naseljujejo«. 
Gledano skupaj z delom Degasovih sodobnikov, je edinstvenost slike v veliki meri posledica kompozicije, ki predstavlja družinski portret, naslikan na velikem formatu zgodovinske drame in katerega vsebina je bila interpretirana kot psihološko prodorna, postavitev figur, ki kažejo na odtujitev staršev drug od drugega in razdeljenih lojalnosti njihovih otrok. Laura Bellelli stoji kot uradni portret, njen izraz kaže na njeno nesrečo, z eno roko, ki varuje Giovanno na rami, druga pa uravnava njeno noseče telo, Giulia, v središču slike in sedi v majhnem stolu, prikazuje mladostni nemir, s katerim se sooča, z rokami, ki se iztekajo v smeri očeta in je povezava med odtujenimi starši. Gennaro se zdi brezbrižen, obrnjen proti svoji družini, vendar je njegov obraz večinoma v senci. Vodilna figura Laure je postavljena na ravno steno in svež okvir za slike, medtem ko je Gennarojeva recesivnejša figura uokvirjena z ogrodjem kamina, bric-a-brac in odsevnim ogledalom. Jasnost okolice prvega in dvoumnost slednjih sta bila interpretirana kot izraz njihove čustvene razdalje. Prav tako je povedna fizična razdalja med njima in razliko v njihovih položajih. Njihovo nasprotovanje je bilo obravnavano kot »razbijanje okvirja«: »kot da bi [Gennaro] hladno opazoval svojo družino, ko stojijo za njegovega nečaka slikarja«. Družinski pes v spodnjem desnem vogalu je po Arthurju Dantu razumljen kot »skrivaj iz slike, preden nastane pekel«. 
Na steni za njimi je visela risba pred kratkim preminulega Hilaire Degasa in naj bi bila študija za portrete, ki jih je Degas izdelal od svojega deda in je bil narisan v slogu Clouetsa. [22] S tem, ko ga je postavil neposredno za glavo tete, je Degas povezoval generacije svoje družine in po konvenciji portretiranja, ki se je uporabljala od renesanse, do vključevanja prednikov. Degas je po svoji umestitvi implicitno potrdil svojo prisotnost in se identificiral z Lauro, s katero je bil, kot potrjuje njihova korespondenca, nenavadno blizu.
Nelagodje družine Bellelli ni bila anomalija, niti se napetosti niso pokazale samo s študijem portretiranja; v bistvu je bila odtujitev med spoloma ponavljajoče se stanje v Degasovem delu iz 60. let 19. stoletja. Kujanje in Interier (posilstvo) sta oba dela dvoumnih vsebin, ki so postavljena v sodobnem Parizu in Mladi Špartanci in Nesreče mesta Orleans se pojavljajo v antičnih in srednjeveških obdobjih, vendar v vsakem »elementu je sovražnost med spoloma očitna« in v slednjem je sovražnost postala smrtonosna. Družina Bellelli je znana po uvajanju psihološkega konflikta v sliko, ko dokumentira svojo družino. Glede na njegovo običajno diskrecijo je smiselno domnevati, da so takšni izrazi produkt Degasovega nezavednega uma. 

## Zgodovina razstav in poreklo
Aprila 1859 je Degas pisal očetu in ga prosil, naj poišče studio v Parizu, da bi lahko delal na nedoločenem projektu; verjetno je bila Družina Bellelli delo, ki ga je imel v mislih in verjetno je, da je bila slika na koncu razstavljena na Salonu leta 1867. Čeprav na sliki ni bilo nobene ocene, je to slika, ki jo je Degas razstavil pod naslovom Družinski portret, podprt z več dokazi: kritik, ki je kasneje obiskal Degasa v njegovem ateljeju, se je skliceval na »občudovani družinski portret 1867«. Leta 1881 je slikar Jean-Jacques Henner razpravljal o umiku Degasa iz Salonov, ker je bilo njegovo delo slabo obešeno in zaradi tega prezrto in dodal: »Portret njegovega svaka (verjamem) in njegove družine je odlično delo« in dejstvo, da je Degas v zadnjem trenutku zaprosil za dovoljenje, da retušira svoje predloge Salonu iz leta 1867 in da bi prenagljena predelava pojasnila kasnejše razpoke in črne črte slike.
Družina Bellelli je ostala z Degasom do zadnje poteze leta 1913, ko jo je zapustil svojemu trgovcu  Durand-Ruelu. Slika ni bila ponovno javno vidna vse do smrti Degasa, ko je bila leta 1918 dana v prodajo kot del slikarjevega posestva. Njena nepričakovana pojava je ustvarila senzacijo, sliko pa je takoj kupil Luksemburški muzej za 400.000 frankov. 
Leta 1947 je bila slika razstavljena v Musée d'Impressionisme (Jeu-de-Paumes), nato pa se je preselila v Musée d'Orsay.

## Stanje
Ob prodaji leta 1918 je bila slika v slabem stanju. Poleg črnih lis in razpok, je imela luknje in bila pokrita s prahom. Degas jo je morda dolgo časa držal v kotu svojih zaporednih studijev. Morda v 1890-ih jo je Degas obnovil, šival luknje, nanje nanesel geso, prebarval obraz Laure Bellelli in retuširal obraz strica in sestričen. Vendar pa je pred prodajo slike restavrator očitno napačno razlagal ta popravila in jih iztrgal, kar je poškodovalo portrete Gennare in Giulie. Slika je bila kasneje v 1980-ih obnovljena.

## Ocena
Ko je bila razstavljena na prodajnem ateljeju Degasa leta 1918, je slika povzročila zmedo kritikov; nekdo jo je imenoval »dolgočasna kot flamska notranjost, čeprav je suha tehnika značilna«. Večina recenzij je bila pozitivna, z državo v vojni pa je bila družina Bellelli vidna kot izrazito francoska, »sodobno primitivna«, in so jo primerjali z Avignonsko Pieta. Od takrat so biografi Degasa priznali, da je to mojstrovina njegove mladosti. 